# Premio Erdős
Il premio Anna e Lajos Erdős in matematica è un premio dell'Unione matematica israeliana consegnato ad un matematico israeliano per contributi in qualunque campo della matematica o dell'informatica, con preferenza a candidati sotto i 40 anni di età. Il premio fu creato da Paul Erdős nel 1977 in onore dei propri genitori, e viene assegnato annualmente o biannualmente.

## Vincitori
- 1977 Saharon Shelah
- 1979 Ilya Rips
- 1981 Ofer Gabber
- 1983 Adi Shamir
- 1985 Shmuel Kiro
- 1987 Yosef Yomdin
- 1989 Noga Alon
- 1990 Alexander Lubotzky
- 1992 Gil Kalai
- 1994 Ehud Hrushovski
- 1996 Oded Schramm
- 1998 Leonid Polterovich
- 2000 Shachar Mozes
- 2001 Zeev Rudnick
- 2002 Ran Raz
- 2003 Zlil Sela
- 2004 Semyon Alesker
- 2006 Paul Biran
- 2007 Yehuda Shalom
- 2008 Gady Kozma
- 2009 Elon Lindenstrauss
- 2010 Boaz Klartag
- 2011 Tamar Ziegler
- 2012 Irit Dinur
- 2013 Omri Sarig